# Manuel Menrath
Manuel Menrath (* 10. August 1974 in Luzern) ist ein Schweizer Historiker und Autor.

## Werdegang
Menrath studierte an der Universität Luzern Geschichte, Religionswissenschaft und Philosophie und schloss 2008 mit der Lizentiatsarbeit Des Spahis à Triengen – Internierung afrikanischer Soldaten im Jahr 1940 ab.
Er promovierte 2014 mit der Dissertationsstudie Martin Marty O.S.B. (1834–1896) – Vom Einsiedler Mönch zum Indianermissionar und Bischof in Amerika. Im Frühjahrsemester 2016 schloss er das Studium zum Gymnasiallehrer an der Pädagogischen Hochschule Luzern ab. 2022 wurde er an der Pädagogischen Hochschule Luzern zum Professor ernannt.

## Tätigkeit
Nebst seiner Tätigkeit als Lehrbeauftragter am Historischen Seminar der Universität Luzern, leitet er zudem das Museum «Haus zum Dolder» in Beromünster, in welchem sich nebst Historischem aus Beromünster, auch Gegenstände von Sitting Bull befinden. Seit 2022 arbeitet er an der Pädagogischen Hochschule Luzern als Dozent und forscht zur indigenen Geschichte und Gegenwart in Kanada und deren Verflechtungen mit der Schweiz.

## Forschung
Menrath befasst sich seit seiner Dissertation mit der neueren Geschichte der indigenen Völker Nordamerikas und forscht zur Geschichte der Cree (Eeyou) und Ojibway (Anishinabe) im nördlichen Ontario in Kanada.
Das neueste Buch Menraths Unter dem Nordlicht behandelt die Geschichte der indigenen Völker Kanadas, insbesondere die gesamte Thematik rund um die Residential Schools. Nach Erscheinen des Buches wurde das Thema auch in Dokumentationen im Radio und Fernsehen aufgenommen.

## Werke
- 2020: Unter dem Nordlicht. Indianer aus Kanada erzählen von ihrem Land. Köln, ISBN 978-3-86971-216-1
- 2017: Mission Sitting Bull: The Cultural Conquest of the Sioux and Their Varied Response. Morgantown, ISBN 978-3-030-01625-8
- 2016: Mission Sitting Bull: Die Geschichte der katholischen Sioux. Paderborn, ISBN 978-3-506-78379-0
- 2012 (als Hrsg.): Afrika im Blick. Afrikabilder im deutschsprachigen Raum, 1870–1970. Zürich, ISBN 978-3-0340-1137-2
- 2010: Exotische Soldaten und ehrbare Töchter: Triengen 1940 – Afrikanische Spahis in der Schweiz. Zürich, ISBN 978-3-280-06120-6

## Auszeichnungen
Die Publikation Mission Sitting Bull wurde von der Volkswagenstiftung mit dem OpusPrimum als beste Dissertation im deutschsprachigen Raum des Jahres 2016 ausgezeichnet.